# Huahushuo
Huahushuo (kinesiska: 花胡硕, 花胡硕苏木) är en socken i Kina. Den ligger i den autonoma regionen Inre Mongoliet, i den norra delen av landet, omkring 920 kilometer nordost om regionhuvudstaden Hohhot. Antalet invånare är 16383. Befolkningen består av 7 968 kvinnor och 8 415 män. Barn under 15 år utgör 17,0 %, vuxna 15-64 år 78 %, och äldre över 65 år 4,0 %.
Genomsnittlig årsnederbörd är 570 millimeter. Den regnigaste månaden är juli, med i genomsnitt 135 mm nederbörd, och den torraste är januari, med 4 mm nederbörd.